# Syamsul Chaeruddin
Syamsul Bachri Chaeruddin (né le 9 février 1983 à Gowa en Indonésie) est un joueur de football international indonésien, qui évolue au poste de milieu de terrain.

## Biographie

### Carrière en sélection
Avec l'équipe d'Indonésie, il joue 34 matchs (pour aucun but inscrit) entre 2004 et 2010. 
Il figure dans le groupe des sélectionnés lors des coupes d'Asie des nations de 2004 et de 2007.

## Palmarès
- Vainqueur de l'Indonesia Super League en 2012 avec Sriwijaya